# Міогеосинкліналь
Міогеосинкліналь (рос. миогеосинклиналь, англ. miogeosyncline, нім. Miogeosynklinale f) – малорухливі, малодиференційовані частини геосинклінальних областей зі слабким виявом або повною відсутністю початкового магматизму і переважанням могутніх теригенних і карбонатних формацій. 
Виділені німецьким геологом Гансом Штілле (1940). Займають проміжне положення між кратонами і евгеосинкліналями і розташовуються на корі континентального типу. Складчастість менш інтенсивна і проявляється пізніше, ніж в евгеосинклінальних зонах; істотну роль грають насуви. 
Приклад міогеосинкліналі: Скелясті гори, західний схил Уралу, Верхояно-Колимська складчаста область. 